# بیلی رابینسون
بیلی رابینسون (انگلیسی: Billy Robinson؛ ۱۸ سپتامبر ۱۹۳۸ – ۳ مارس ۲۰۱۴ (۷۵ سالگی)) کشتی‌گیر کشتی حرفه‌ای، و کشتی‌گیر اهل بریتانیا بود.